# Tenedos quadrangulatus
Tenedos quadrangulatus är en spindelart som beskrevs av Rudy Jocqué och Léon Baert 2002. Tenedos quadrangulatus ingår i släktet Tenedos och familjen Zodariidae.
Artens utbredningsområde är Peru. Inga underarter finns listade i Catalogue of Life.